# Cantó de Saint-Étienne-Sud-Oest-1
El cantó de Saint-Étienne-Sud-Oest-1 és un cantó francès al districte de Saint-Étienne (departament del Loira) que inclou part del municipi de Sant-Etiève.
| Data d'elecció                           | Identitat            | Partit           | Qualitat |
| ---------------------------------------- | -------------------- | ---------------- | -------- |
| 1967-1998                                | Lucien Neuwirth      | UDR, després RPR |          |
| 1998-                                    | Jean-Claude Bertrand | PS               |          |
| les dades anteriors no són pas conegudes |                      |                  |          |